# Anya Taylor-Joy
Anya Josephine Marie Taylor-Joy (Miami, 16 april 1996) is een in de Verenigde Staten geboren Argentijns-Britse actrice. Ze werd in 2017 genomineerd voor een BAFTA Award in de categorie Rising Star. In 2021 won zij een Golden Globe voor haar hoofdrol in The Queen's Gambit.

## Biografie
Anya Taylor-Joy werd in 1996 in Miami geboren als de jongste van een gezin met zes kinderen. Haar Spaans-Engelse moeder werkte als fotografe en interieurontwerpster, en haar Schots-Argentijnse vader was een racebootpiloot. Als peuter verhuisde Taylor-Joy met haar familie naar Argentinië, waar ze enkel Spaans sprak. Op zesjarige leeftijd verhuisde ze naar Londen.
Taylor-Joy was een balletdanseres alvorens de overstap te maken naar de filmindustrie. In 2014 maakte ze haar filmdebuut met een figurantenrol in de komische fantasyfilm Vampire Academy. In de daaropvolgende jaren brak ze door met haar hoofdrollen in de financieel succesvolle horrorfilms The Witch (2015) en Split (2016). In 2020 speelde ze de hoofdrol als Elizabeth "Beth" Harmon in de Netflix-serie The Queen's Gambit.
Taylor-Joy is getrouwd met muzikant Malcolm McRae.